# Ҽ (слово ћирилице)
Ҽ ҽ (Ҽ ҽ; курзив: Ҽ ҽ) је слово у абхаском ћириличном писму. Зове се абхаско Че. Ҽ се користи у абхаском језику, где представља безвучни ретрофлексни африкат /ʈʂ/.
У абхаској азбуци се налази између ⟨Џ⟩ и ⟨Ҿ⟩.  Слово само случајно подсећа на слово 'е'.
Историјски гледано, то је курзивни облик одговарајућег слова у абхаском латиничном алфабету, где је донекле подсећао на грчко φ.  Такође има сличан изглед као мала слово латинице Е.

## Рачунарски кодови
| Знак                      | Ҽ                                     | Ҽ                                     | ҽ                                   | ҽ                                   |
| ------------------------- | ------------------------------------- | ------------------------------------- | ----------------------------------- | ----------------------------------- |
| Назив у Уникоду           | CYRILLIC CAPITAL LETTER ABKHASIAN CHE | CYRILLIC CAPITAL LETTER ABKHASIAN CHE | CYRILLIC SMALL LETTER ABKHASIAN CHE | CYRILLIC SMALL LETTER ABKHASIAN CHE |
| Врста кодирања            | децимална                             | хексадецимална                        | децимална                           | хексадецимална                      |
| Уникод                    | 1212                                  | U+04BC                                | 1213                                | U+04BD                              |
| UTF-8                     | 210 188                               | D2 BC                                 | 210 189                             | D2 BD                               |
| Нумеричка референца знака | &#1212;                               | &#x4BC;                               | &#1213;                             | &#x4BD;                             |

| Знак                      | Ҽ                                     | Ҽ                                     | ҽ                                   | ҽ                                   |
| ------------------------- | ------------------------------------- | ------------------------------------- | ----------------------------------- | ----------------------------------- |
| Назив у Уникоду           | CYRILLIC CAPITAL LETTER ABKHASIAN CHE | CYRILLIC CAPITAL LETTER ABKHASIAN CHE | CYRILLIC SMALL LETTER ABKHASIAN CHE | CYRILLIC SMALL LETTER ABKHASIAN CHE |
| Врста кодирања            | децимална                             | хексадецимална                        | децимална                           | хексадецимална                      |
| Уникод                    | 1212                                  | U+04BC                                | 1213                                | U+04BD                              |
| UTF-8                     | 210 188                               | D2 BC                                 | 210 189                             | D2 BD                               |
| Нумеричка референца знака | &#1212;                               | &#x4BC;                               | &#1213;                             | &#x4BD;                             |

## Слична слова
• Ҿ ҿ : Ћириличко слово абхаско Ч'.
• Ҷ ҷ : Ћириличко слово Ч са силазницом.
• Ч ч : Ћириличко слово Ч.
• Č č : Латиничко слово C са кароном.
• Ç ç : Латиничко слово C са седилом.